# Basonucline 2
La basonucline 2 est une protéine à doigt de zinc encodée chez l'humain par le gène BNC2,.
Ce gène BNC2, hérité de l'Homme de Néandertal, a contribué à l'adaptation des populations européennes aux climats froids en influençant la pigmentation de la peau,.